# Rumpler Tropfenwagen
O Rumpler Tropfenwagen ("Carro Gota Rumpler", nomeado devido à sua forma) foi um automóvel projetado pelo engenheiro austríaco Edmund Rumpler.